# Exoprosopa busiris
Exoprosopa busiris är en tvåvingeart som beskrevs av Jaennicke 1867. Exoprosopa busiris ingår i släktet Exoprosopa och familjen svävflugor. Inga underarter finns listade i Catalogue of Life.